# NGC 2526
NGC 2526 é uma galáxia espiral (Sab) localizada na direcção da constelação de Cancer. Possui uma declinação de +08° 00' 15" e uma ascensão recta de 8 horas, 06 minutos e 58,4 segundos.
A galáxia NGC 2526 foi descoberta em 25 de Março de 1864 por Albert Marth.